# 야세르 아라파트
야세르 아라파트(아랍어: ياسر عرفات 야시르 아라파트[*], 문화어: 야씨르 아라파트, 1929년 8월 24일 ~ 2004년 11월 11일)는 팔레스타인 자치 정부의 초대 수반 (1996년 ~ 2004년)이었다. 또한 쿤야 아부 아마르 (أبو عمار)로도 알려진 그는 팔레스타인 해방 기구의 의장 (1969년 ~ 2004년)이었다. 아라파트는 1993년 오슬로 협정에서 결과를 가져온 성공적인 협상들로 이스라엘의 시몬 페레스와 이츠하크 라빈과 더불어 1994년 노벨 평화상의 공동 수상자였다.
아라파트는 자신의 장기적 경력을 통하여 논쟁적이며 양극화한 인물이었다. 그는 정치 활동으로 들어가는 팔레스타인의 국민들의 꿈과 열정을 구체화한 운동으로서 1957년 자신이 창설한 파타 (Fatah)를 지도한 것으로 넓게 인정되었다. 그의 지지자들은 팔레스타인 국민들의 국가 열망을 상징한 영웅적인 자유 투사로서 그를 간주하였다. 많은 그의 이스라엘의 반대자들은 폭력을 흥행하는 장기적 유산과 함께 완고한 테러리스트로 그를 여겼다. 비판자들은 오슬로 협정이 있던 동안 그가 이스라엘 정부에게 너무 많은 양보를 만들었다는 것을 믿는다. 다른 이들은 그를 부패하거나 약하거나 혹은 솔직하지 않았던 것으로 비난하였다. 자신의 약점이 무엇이든 아라파트는 국가의 민족 자결권에 관한 팔레스타인의 꿈을 위하여 싸우고 바친 시작부터 종말까지 애국자였다.
팔레스타인 정치가로서 많은 일을 했지만, 투명하지 않은 재산 관리, 아내의 사치 등으로 비판받기도 한다.

## 어린 시절
본명은 모함메드 압델라우프 아라파트 알쿠드와 알후세이니(محمد عبد الرؤوف عرفات القدوة الحسيني)로 카이로에서 태어났다. 직물 상인이었던 그의 부친은 어떤 이집트의 계통과 함께한 팔레스타인인이었다. 그의 모친은 예루살렘에 있는 옛 팔레스타인인 가족으로부터 왔다. 자신이 야시르로 불리면서 5세 때 모친이 사망하였다. 그는 영국령 팔레스타인의 수도 예루살렘에서 자신의 외삼촌과 사는 데 보내졌다.
그는 자신의 어린 시절에 관하여 약간 드러냈다. 그러나 그의 가장 일찍이 추억들 중의 하나는 한밤 중 후에 영국의 군인들이 자신의 삼촌의 집으로 침입하여 가족의 일원들을 패고 가구를 부수어 버렸던 것에 관해서이다.
예루살렘에서 그는 통곡의 벽 혹은 유대인, 기독교인과 무슬림들에 의하여 신성한 곳으로 숙고된 현장 알아크사 모스크 혹은 성전산 근처에 있던 집에서 살았다. 8세가 되었을 때 그의 부친은 두번째로 결혼하여 가족은 카이로로 다시 배치되었다. 결혼 생활은 오래가지 못하였다. 그의 부친이 세번째로 결혼했을 때 아라파트의 누이 이남은 자신의 형제·자매를 키우는 임무에 남겨졌다.
아라파트는 이후에 카이로 대학교로 이름이 다시 붙은 파우드 2세 대학교에서 수학하였다. 그는 후에 유대인들과 토론에 참여하면서 유대교와 시온주의의 더욱 나은 이해와 테오도르 헤르츨과 다른 시온주의자들에 의한 출판물들을 읽는 것을 추구한 것으로 주장하였다. 그러나 1946년까지 그는 아랍의 국수주의자가 되었고, 아랍의 원인을 위하여 팔레스타인으로 밀수될 무기들을 획득하고 있었다.
1948년 ~ 1949년 아랍-이스라엘 분쟁이 일어난 동안 아라파트는 대학을 떠났다. 다른 아랍인들과 더불어 그는 팔레스타인의 독립의 이름에 이스라엘군을 공격하는 데 팔레스타인에 들어가는 추구를 하였다. 그는 무장 해제되었고 교전 지역으로 들어가는 데 자신을 허용하는 것을 거부한 이집트 군대에 의하여 돌아갔다. 아라파트는 자신이 "이 아랍의 정권들에 의하여 배신을 당한" 것으로 느껴졌다.
대학으로 돌아온 후, 아라파트는 무슬림 형제단에 가입하여 1952년부터 1956년까지 팔레스타인 학생 연합의 회장을 지냈다. 1956년까지 아라파트는 토목 공학에서 학사 학위와 함께 졸업하였다. 그는 후에 수에즈 위기가 일어난 동안 이집트 육군에서 소위로 복무하였다. 또한 1956년 프라하에서 열린 회의에서 자신의 상징이 된 전통적 체크 무늬 머리 장식 쿠피야를 입었다.
아라파트의 동생 파티 아라파트 박사는 아랍의 붉은 초승달을 창설한 것으로 소문이 났고, 분쟁의 인도주의적 측면에 연루되었다.
1959년 아라파트는 인구들 야히아 가바니와 할릴 알와지르 (아부 지하드)와 가자 지구에서 온 난민들의 단체의 도움과 함께 쿠웨이트에서 파타 (Fatah)가 된 단체들 중의 하나를 창립하였다. 파타는 팔레스타인 해방 운동을 위하여 정복 혹은 승리를 의미한다. 파타는 독립 팔레스타인 국가의 설립으로 그 자신을 헌신하였다.
아라파트는 쿠웨이트에서 일을 한 많은 팔레스타인인들로부터 기부를 통한 파타의 미래 재정적 성원을 위한 기초를 설립하는 데 거기서 열심히 일하였다. 그들은 석유 산업에서 자신들의 높은 봉급에서 아낌없이 주었다.
1968년 파타는 요르단의 알카라메 마을에서 이스라엘 국방군 작전의 목표물이었다. 155명의 팔레스타인인과 29명의 이스라엘군이 살해되었다. 높은 아랍의 사망자 수에 불구하고 파타는 이스라엘군의 결국적 철수 때문에 자신들을 승리로 숙고하였다. 전투는 타임 잡지에 의하여 자세히 다루어졌다. 아라파트의 얼굴이 표지에 나와 자신들의 남성의 첫 이미지를 더욱 넓은 세계에 가져왔다. 전쟁 이후의 환경 속에서 아라파트와 파타의 인물 소개들은 이 중요한 전환점에 의하여 자라났다. 아라파트는 감히 이스라엘과 마주한 문화적 영웅으로서 여겨지는 데 왔다.
많은 젊은 팔레스타인의 아랍인들은 파타의 계급들에 가입하였고, 장비는 향상되었다. 1960년대 후반에 파타는 팔레스타인 해방 기구를 지배하였다. 1969년 2월 3일 카이로에서 열린 팔레스타인 전국 의회에서 아라파트는 팔레스타인 해방 기구의 지도자로 임명되었다. 그는 1967년 12월 아흐마드 슈케이리가 사임한 이래 임시 대행 지도자로 지낸 야히야 하무다를 대체하였다. 2년 후에 아라파트는 팔레스타인 혁명군의 총사령관이 되었다. 1973년 그는 팔레스타인 해방 기구의 정치부의 우두머리가 되었다.

## 요르단

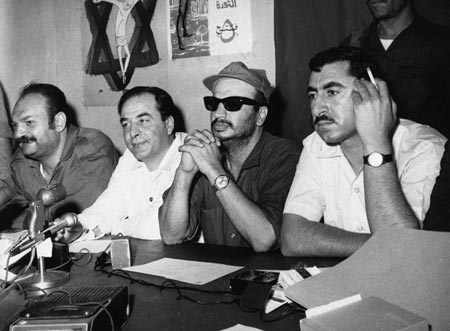
요르단에서 팔레스타인 해방민주전선의 지도자 나예프 하와트메와 작가 카말 나세르와 함께 (1970년)

1960년대에 팔레스타인에서 온 아랍인들과 요르단 정부 사이의 긴장들이 거대하게 증가하였다. 중무장을 한 아랍 저항 집단 (페다인)은 요르단에서 사실상의 "국가 안의 국가"를 창조하여 결국적으로 아즈자르크 근처의 석유 정제소를 포함한 요르단에서 몇몇의 전략 위치들을 통제하였다. 요르단은 이것을 그 주권과 안정으로 자라는 위협으로 숙고하였고, 민병대를 무장 해제하는 데 시도하였다. 1970년의 6월 열린 싸움이 터졌다. 아라파트는 팔레스타인에서 요르단의 야망들로 위협이었다.
다른 아랍 정부들은 평화로운 해결을 협상하는 데 시도하였으나 9월 12일 3개의 팔레스타인 해방대중전선에 의하여 납치되어 자르카에서 잡힌 3개의 국제 항공기들의 파괴 같은 요르단에서 지속된 파이딘 활동들은 그 영토에 통치를 다시 얻는 활동들을 취하는 데 구실로서 요르단 정부에 의하여 이용되었다.
9월 16일 요르단의 국왕 후세인 1세는 계엄령을 선포하였다. 같은 날 아라파트는 팔레스타인 해방 기구의 정규 군대 팔레스타인 해방군의 최고 사령관이 되었다. 이어지는 내전에서 팔레스타인 해방 기국은 그들을 원조하는 데 요르단으로 대략 200대의 탱크로 구성된 군대를 보낸 시리아의 활동적 성원을 가졌다. 싸움은 주로 요르단군과 팔레스타인 해방군 사이였다. 미국 해군은 동부 지중해로 제6함대를 급파하였다. 만약 필요하다면 이스라엘은 후세인 1세를 원조하는 데 군대를 전개시켰다. 9월 24일까지 요르단군은 권세를 이루었고, 팔레스타인 해방군은 일련의 휴전으로 동의하였다.

## 1970년대 동안 레바논에서 본부들

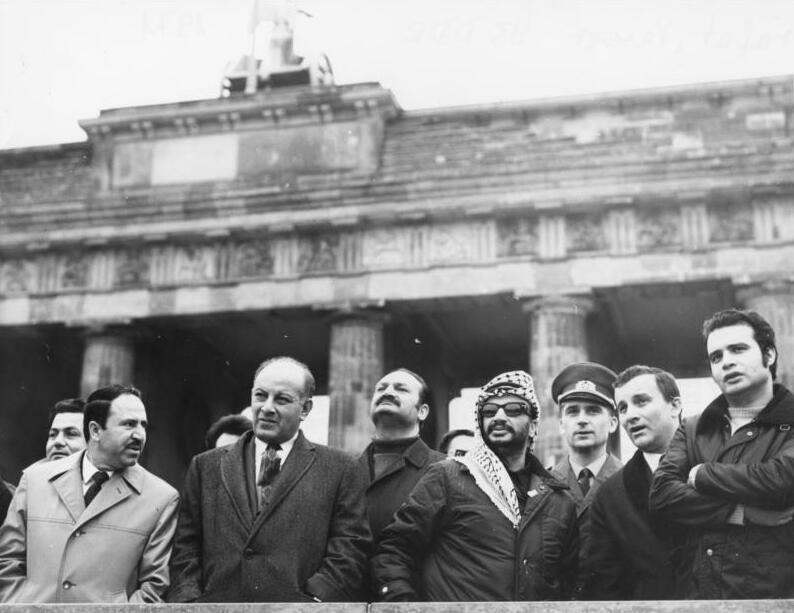
1971년 동독을 방문한 아라파트

검은 9월 사건과 요르단으로부터 제명에 이어 아라파트는 레바논으로 팔레스타인 해방 기구를 다시 배치하였다. 레바논의 약한 중앙 정부 때문에 팔레스타인 해방 기구는 사실상으로 독립 국가로서 운영할 수 있었다. 팔레스타인 해방 기구는 시민들을 포함한 이스라엘의 목표물들에 대항하는 레바논으로부터 간헐적인 국경간 공격들을 가하였다.
1972년 9월 검은 9월 테러단이 뮌헨 올림픽에서 11명의 이스라엘 선수들을 살해하였다. 모하메드 다우드와 베니 모리스를 포함한 다수의 출처들은 검은 9월 사건은 테러리스트 작전들을 위하여 이용된 파타의 권력이었던 것을 진술하였다. 살해 사건들은 국제적으로 비난을 받았다. 아라파트는 공격들로부터 자신과 팔레스타인 해방 기구를 공개적으로 분리하였다. 그 동안 이스라엘의 골다 메이어 총리는 유럽에서 운영되는 파타의 세포들을 무너뜨리는 데 "바요네트 작전"으로 불린 캠페인을 정식으로 허가하였다.
1973년 ~ 1974년 아라파트는 해외 공격들이 너무 나쁜 홍보를 끌어들였기 때문에 이스라엘, 요르단강 서안 지구(요단강 서안 지구)와 가자 지구 외부에 폭력 행위들로부터 철수하는 데 팔레스타인 해방 기구를 명령하였다. 파타 운동은 요단강 서안 지구와 가자 지구 안에서 지속적으로 이스라엘 시민과 보안군들에 공격을 가하였다.
1974년 아라파트는 유엔 총회에서 연설하는 데 비정부 기구의 첫 대표가 되었다. 아랍 국가의 정상들은 팔레스타인 해방 기구를 "팔레스타인 국민들의 "유일한 합법적인 대변인"으로 승인하였다. 자신의 유엔 총회 연설에서 아라파트는 시온주의를 비난하였으나 "오늘날 나는 올리브 가지와 자유 투사의 무기를 품으러 왔다. 나의 손으로부터 올리브 가지가 떨어지지 않도록 하라."고 말하였다. 그의 연설은 팔레스타인 문제의 국제정 성원을 증가시켰다. 팔레스타인 해방 기구는 1976년 아랍 연맹의 완전한 회원으로 인정되었다.
1970년대 후반에 다수의 좌익 팔레스타인의 기구들이 나타나 이스라엘의 내부와 외부 둘다 시민들의 목표들을 향한 공객들을 수행하였다. 이스라엘은 아라파트가 이 기구들에 최후적 통치에 있었으며 그러므로 테러리즘을 버리지 않았다고 주장하였다. 아라파트는 이 단체들에 의하여 저질러진 테러리스트의 활동들을 위한 책임을 부인하였다.
팔레스타인 해방 기구는 레바논 내전에서 중요한 역할을 하였다. 베이루트 서부를 장악하고 이스라엘군에 의한 포위 후에 아라파트는 베이루트가 "두번째 스탈린그라드"가 될 것이라고 선언하였다. 베이루트는 이어서 일어난 이스라엘의 포병과 공중 폭격의 결과로서 폐허가 되고 말았다. 17,000명에 가까운 시민들이 살해되었다.
내전이 있어난 동안 아라파트는 팔레스타인 해방 기구를 레바논의 무슬림 단체들과 제휴시켰다. 하지만 권력을 잃을 것에 두려워한 시리아의 하페즈 알아사드는 편을 바꾸어 급진파 우익의 기독교 팔랑헤당을 돕는 데 자신의 군대를 보냈다. 내전의 첫 단계는 아라파트를 위하여 탈알자타르의 난민 캠프의 포획과 몰락과 함께 끝났다. 아라파트는 좁게 탈출하였으며 그의 탈출은 쿠웨이트와 사우디아라비아에 의하여 원조되었다.
1982년 이스라엘의 베이루트 포획이 있던 동안 미국과 유럽의 강국들이 튀니스에서 망명하는 데 아라파트와 팔레스타인 해방 기구를 위한 안전한 통로를 보증하는 거래를 중개하였다.
아라파트는 실제로 베이루트로부터 자신이 퇴거된 1년 후에 레바논으로 돌아가 이번에는 트리폴리에서 자신을 설립하였다. 이스라엘에 의하여 쫓겨난 대신 이번에 아라파트는 하페즈 알아사드를 위하여 일을 한 동료 팔레스타인인에 의하여 쫓겨났다. 많은 파타 투사들이 그렇게 했어도 두번째 제명 후에 아라파트는 직접 레바논으로 돌아오지 않았다.

## 1980년대 튀니지에서 망명
1982년 9월 레바논으로 이스라엘의 공격이 있던 동안 미국과 유럽은 휴전 거래를 중개하였다. 아라파트와 팔레스타인 해방 기구는 미국 해군의 착륙선에 의하여 후원된 800명의 미국 해병대를 포함한 다국적 군대의 보호 아래 레바논을 떠나는 데 허용되었다. 아라파트와 그의 리더십은 결국적으로 1993년까지 자신의 운영들의 중심지로 남아있던 튀니지에 도착하였다.
1985년 아라파트는 이스라엘의 공격을 좁게 살아남았다. 대각 작전에서 이스라엘 공군의 F-15 전투기들이 튀니스에 있는 그의 본부를 폭탄 투하를 내려 73명의 사망으로 남겼는 데 아라파트는 그날 아침 조깅을 하러 나갔다고 한다.
1980년대 동안 아라파트는 심각하게 폭행된 팔레스타인 해방 기구를 재건하는 데 자신을 허용한 사우디아라비아와 이라크로부터 원조를 받았다. 이 일은 1987년 12월 첫 "인티파다" (봉기)를 위하여 팔레스타인 해방 기구에게 강화를 주었다. 인티파다가 이스라엘의 점령에 대항하는 자발적인 봉기였어도 몇주 안에 아라파트는 반란을 지시하는 데 시도를 하고 있었다. 이스라엘인들은 그것이 주로 시민의 불안이 그랬던 만큼 지속될 수 있었던 요단강 서안 지구에서 파타의 군대들 때문이었다는 것을 믿는다.
1988년 11월 15일 팔레스타인 해방 기구는 영국령 팔레스타인에 의하여 정의가 내려지면서 팔레스타인의 전체에 권리를 주장한 팔레스타인 국민들을 위한 망명 정부인 독립 팔레스타인 국가를 선언하여 분할의 아이디어를 거절하였다.
12월 13일 연설에서 아라파트는 이스라엘의 미래 승인을 약속하고, "국가의 테러리즘을 포함한 그 전체의 형성들에서 테러리즘"을 폐지한 유엔 안전 보장 이사회의 결의 242를 받아들였다. 아라파트의 12월 13일 진술은 캠프데이비드 협정에서 필요한 시작 포인트로서 이스라엘의 승인에 주장한 미국의 행정부에 의하여 용기를 얻었다. 아라파트의 진술은 팔레스타인 해방 기구의 주요 목표들 중의 하나인 2개의 갈라진 자주 독립체들 - 요단강 서안 지구와 가자 지구에서 아랍 국가와 1949년 휴전선들 안의 이스라엘 국가의 설립을 향한 이스라엘의 파괴로부터 교대를 나타냈다.
1989년 4월 2일 아라파트는 선언된 팔레스타인 국가의 정부 수반이 되는 데 팔레스타인 전국 의회의 중앙 위원회에 의하여 선출되었다.
1990년 아라파트는 튀니스에서 팔레스타인 해방 기구를 위하여 일하면서 자신에게 결혼하기 전에 이슬람교로 개종한 팔레스타인의 정교회 기독교인 수하 타윌과 결혼하였다.
1991년 마드리드 회의가 열린 동안 이스라엘은 처음으로 팔레스타인 해방 기구와 함께 공개 협상들을 지도하였다. 그해 걸프 전쟁에 앞서 아라파트는 많은 아랍 국가들을 양도하고 미국을 아라파트의 평화를 위한 파트너로 지낸 것에 관한 주장들을 의심하는 데 이끈 미국의 이라크 공격을 반대하였다.
모래 폭풍이 일어난 동안 자신의 비행기가 리비아의 사막에 부딪치면서 착륙했을 때 1992년 4월 7일 다시 죽음을 좁게 탈출하였다. 아라파트는 몇몇의 뼈가 부러지고 다른 부상들을 겪었다.

## 팔레스타인 자치 정부와 평화 협상

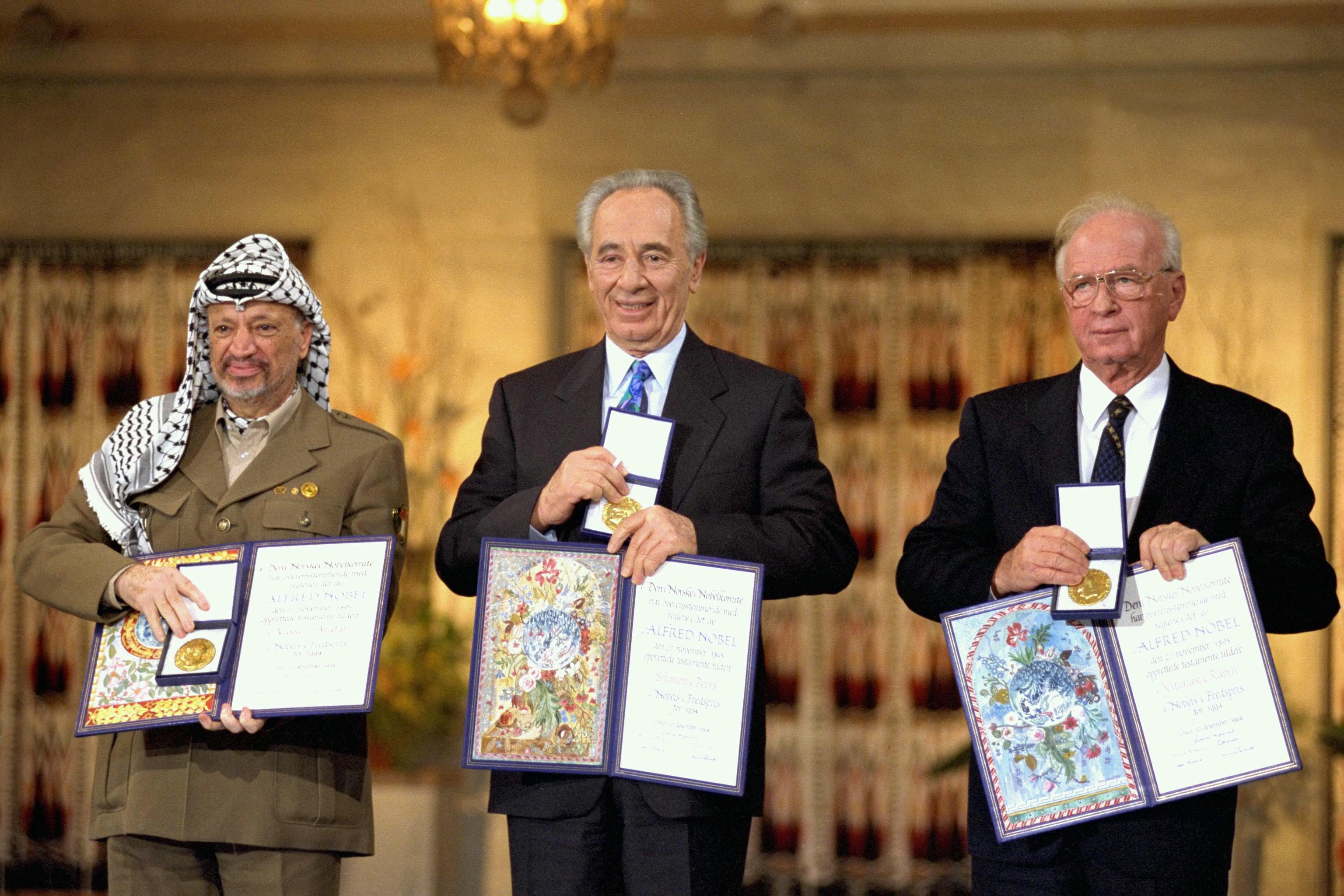
오슬로 협정에 이어 노벨 평화상을 받은 아라파트, 시몬 페레스와 이츠하크 라빈 (1994년)

1990년대 초반에 아라파트는 일련의 비밀적 교섭과 협상들에 이스라엘을 종속시켰다. 교섭들은 5년 기간에 요단강 서안 지구와 가자 지구에서 팔레스타인의 자기 통치의 이행을 요구한 1993년 오슬로 협정으로 이끌었다. 그해 9월 9일 팔레스타인 해방 기구의 의장과 그 공식적 대표로서 아라파트는 폭력을 폐기하고, 이스라엘을 공식적으로 승인하는 2개의 문서들을 서명하였다. 답례로 이스라엘을 대표하여 이츠하크 라빈 총리는 공식적으로 팔레스타인 해방 기구를 승인하였다. 이어진 해 아라파트는 라빈과 시몬 페레스와 더불어 노벨 평화상이 수여되었다. 아라파트는 어떤이들에게 영웅으로 팔레스타인으로 돌아왔으나 그러나 다른이들에게는 배신자로 여겨졌다.
1994년 아라파트는 오슬로 협정에 의하여 창조된 잠정적 본체 팔레스타인 자치 정부에 의하여 통치된 영토로 이동하였다.
1995년 7월 24일 아라파트의 부인 수하 여사는 그의 사망한 모친의 이름을 딴 "자흐와"로 불린 딸을 낳았다.
1996년 1월 20일 아라파트는 압도적인 88.2 퍼센트의 다수와 함께 팔레스타인 자치 정부의 수반으로 선출되었다. 단 한명의 다른 후보는 사미하 할릴이었다. 독립적인 국제 업저버들은 선거들이 자유롭고 공형했다고 보고하였다. 하지만 하마스와 다른 운동들이 수반 선거에서 참가하지 않는 데 선택했기 때문에 선택들은 제한되었다. 2002년 1월을 위하여 예정된 다음 선거들은 연기되었다. 진술된 이유는 요단강 서안 지구와 가자 지구에서 운동의 자유에 제한들은 물론 알아크사 인티파다와 이스라엘 국방군의 습격들에 의하여 부과된 긴급 상태들의 이유로 캠페인으로 무능이었다.
1996년 후에 팔레스타인 자치 정부의 지도자로서 아라파트의 칭호는 "원수"였다. 팔레스타인인들과 유엔이 칭호를 "수반"으로 번역한 동안 이스라엘과 미국은 칭호를 "의장"으로 번역하였다. 대중매체는 둘다의 용어들을 썼다.
1996년 중순에 베냐민 네타냐후가 좁은 차이들에 의하여 이스라엘의 총리로 선출되었다. 팔레스타인과 이스라엘 사이의 관계들은 지속된 투쟁의 결과들로서 더욱 적대적으로 자라났다. 이스라엘-팔레스타인 해방 기구 협정에 불구하고 네타냐후는 팔레스타인의 국가로서 지위의 아이디어를 반대하였다. 1998년 빌 클린턴 미국 대통령은 2명의 지도자들을 만나는 데 설득시켰다. 1998년 10월 23일의 결과를 가져온 와이리버 각서는 평화 과정을 완성하는 데 이스라엘 정부와 팔레스타인 자치 정부에 의하여 택할 단계들을 상술하였다.

캠프데이비드에서 빌 클린턴 미국 대통령과 에후드 바라크 이스라엘 총리와 함께 (2000년)

아라파트는 2000년 캠프데이비드에서 열린 정상 회담에서 네타냐후의 후임자 에후드 바라크와 협상들을 지속적으로 하였다. 네타냐후가 우익의 리쿠드당 소속인 동안 바라크는 좌익의 노동당 소속이었다. 이 변화는 협상의 활력들에 변화를 가져왔으며 클린턴은 타협을 주장하였다. 따라서 바라크는 아라파트에게 그 수도로서 예루살렘 동부의 외부에 놓인 외곽과 함께 요단강 서안 지구의 다수와 가자 지구의 전부를 포함한 팔레스타인의 국가를 제공하였다. 이스라엘은 네게브에서 대지를 위한 교환에서 큰 정착권들을 에워 싼 요단강 서안 지구의 남은 9 ~ 10 퍼센트를 병합하려고 하였다. 추가로 이스라엘의 제안 아래 이스라엘은 팔레스타인 국가의 국경, 관세들과 국방의 어떤 통치를 유지하려고 하였다. 또한 제공에서 포함된 것은 작은 수의 팔레스타인 난민들의 귀환과 나머지를 위한 배상이었다. 바라크는 또한 2개의 수도들 - 이스라엘의 예루살렘 옆에 팔레스타인 통치의 알쿠드스를 기꺼이 받아들일 것을 진술하였다.
넓게 비판을 받은 운동에서 아라파트는 바라크의 제공을 거절하였고, 반대 제안을 만드는 데 거부하였다. 그는 아마 팔레스타인인들이 예루살렘과 난민들을 여기는 불충분한 이스라엘의 제안들로 마지못해 동의하는 데 준비되지 않았다는 것을 추정하였다. 이것에도 불구하고 2001년 타바에서 열린 정상 회담에서 협상들은 지속되었다. 이번에 바라크는 이스라엘 총선에서 캠페인을 벌이는 데 교섭에서 철수하였다. 2001년을 통하여 알아스크 인티파다 혹은 제2차 팔레스타인 인티파다는 맹렬히 자라났다. 아리엘 샤론의 선거에 이어 평화 과정은 완전히 쇠약해졌다.
이스라엘의 새롭게 선출된 총리 샤론은 라말라에 있는 모카타 본부로 아라파트를 감금하였다. 조지 W. 부시 대통령은 아라파트가 "평화의 장애물"이었다고 단언하였다. 다른 방면에 유럽 연합은 이 힘든 자세를 반대하였다. 2004년 11월 11일 아라파트의 사망에 이어 마흐무드 압바스가 2005년 1월 수반 선거를 이겨 팔레스타인 자치 정부의 지도자로서 아라파트를 대체하였다.

## 정치적 생존, 사회에서 소외와 논쟁

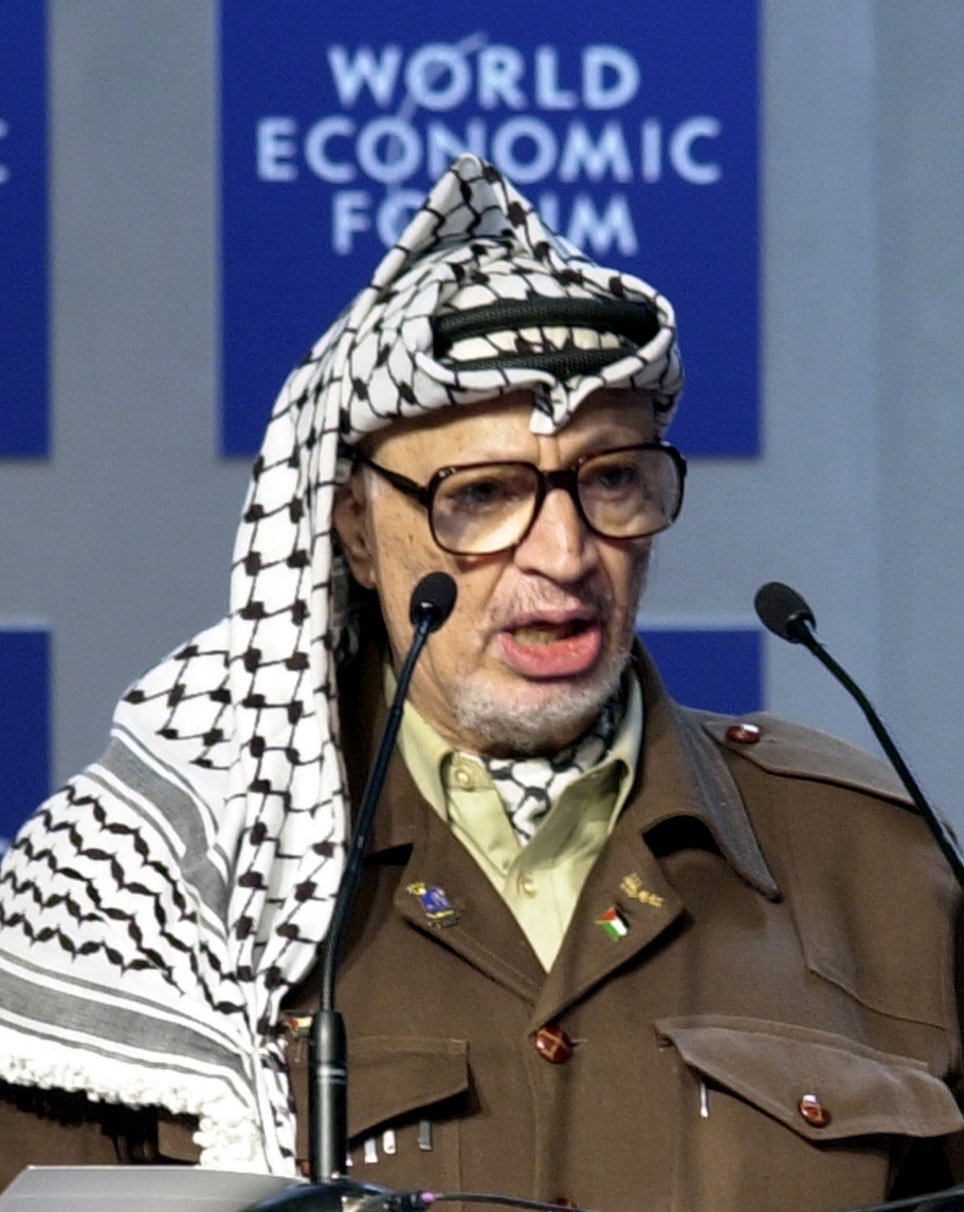
2001년 세계 경제 포럼에서 연설하는 아라파트

중동에서 정치의 가장 위험한 자연과 자주 일어나는 암살 사건들이 주어진 아라파트의 장기적인 개인적과 정치적 생존은 비대칭 전쟁의 숙달로서 징후와 전술가로서 그의 실력으로서 대부분의 서방 주석자들에 의하여 취해졌다. 어떤이들은 그의 생존은 만약 자신이 암살되거나 이스라엘에 의하여 체포마저 된다면 팔레스타인의 원인을 위하여 그가 순교자가 될 수 있던 이스라엘의 위협의 두려움에 큰 이유였다고 믿는다. 다른이들은 하마스와 아라파트의 세속 조직에 후원을 얻는 다른 이슬람주의 운동들보다 적게 아라파트를 두려워하는 데 왔기 때문에 이스라엘이 아라파트를 살려둔 것이라고 믿는다. 미국, 이스라엘, 사우디아라비아와 다른 아랍 국가들 사이에 관계들의 복잡하고 깨지기 쉬운 방송망도 또한 팔레스타인의 지도자로서 아라파트의 장수에 공헌하기도 하였다.
새로운 전술적과 정치적 상황들로 적응시키는 아라파트의 능력은 하마스와 팔레스타인의 이슬람 지하드 조직들이 상승하는 가운데 예시되었다. 이 이슬람주의 단체들은 이스라엘에 반대하는 거부파를 지지하였고, 자살 폭격 같은 새로운 전술들을 고용하여 심리적 손해들을 증가시키는 데 쇼핑몰과 극장들 같은 비군사적 목표물들에 고의적으로 목표를 삼았다. 1990년대에 이 단체들은 국가로서 지위의 목표와 함께 통일한 비종교적 국수주의 단체를 함께 소유하는 아라파트의 수용력을 위협한 것으로 보였다. 그들은 아라파트의 영향력과 통치로부터 나온 것으로 나타났으며 아라파트의 파타 단체와 활동적으로 싸우고 있었다. 어떤이들은 이 단체들의 활동들이 이스라엘에 압력을 가하는 의미들로서 아라파트에 의하여 동석되었다는 것을 단언한다. 어떤 이스라엘 정부의 공무원들은 2002년 파타의 당파 알아크사 마르티르의 여단들이 하마스와 함께 완료하는 데 이스라엘에 공격들을 시작하였다는 의견을 나타냈다.
2002년 5월 6일 이스라엘 정부는 아라파트의 라말라 본부의 이스라엘군 점령이 있던 동안 알아스카 마르티르 여단들의 활동들에 권한을 부여하는 데 아라파트에 의하여 서명된 문서들의 사본들과 함께 획득된 서류들에 부분적으로 보고서를 발표하였다.
그해 3월 아랍 연맹은 6일 전쟁에 포획된 전체의 영토들로부터 이스라엘군의 후퇴와 팔레스타인의 국가로서 지위와 아라파트의 팔레스타인 자치 정부를 위한 교환에서 이스라엘을 승인하는 데 제공을 만들었다. 후원자들은 이 제공을 지방에서 포괄적인 평화를 위한 역사적 기회로서 보았다. 제공의 비평가들은 자살 폭발 공격들의 중단을 보증하지 않은 동안 그것이 이스라엘의 안정에 큰 타격을 가할 것이라고 말하였다. 이스라엘은 피상적으로 간주된 이 제공을 무시하였다.
곧 후에 공격들은 135명 이상의 이스라엘 시민들을 살해한 팔레스타인의 무장 단체들에 의하여 수행되었다. 이전에 아라파트가 자살 폭발에 대항하는 데 아랍어에 강하게 용기를 내어 말해버리는 것을 요구했던 샤론은 아라파트가 "테러리스트들을 원조하고, 자신을 이스라엘의 적으로 만들어 아무 평화 협상들에 부적절한" 것이라고 선언하였다. 그러고나서 이스라엘은 요단 서안 지구로 들어가는 주요 군사 공격을 발포하였다.
팔레스타인의 국민들을 대표하는 데 또다른 팔레스타인의 지도자를 동일한 것으로 간주하는 데 이스라엘 정부에 의한 완고한 시도들은 실패하였다. 아라파트는 자신과 다루거나자신을 성원하는 것에 보통 꽤 조심스러워 왔던 자신 소유의 역사를 준 단체들의 성워을 즐기고 있었다. 알아크사 인티파다가 일어난 동안 마르완 바르구티가 지도자로서 나타났으나 이스라엘은 그를 체포하여 4개의 무기 징역 선고를 내렸다.
격렬한 협상들 후에 5월 3일 아라파트는 결국 자신의 울안을 떠나는 데 허용되었다. 아라파트와 함께 숨어 온 이스라엘에 의하여 원해진 6명의 무장 단체들이 이스라엘에 넘겨지거나 팔레스타인 자치 정부에 의하여 구금되려고 하지 않았다. 오히려 영국과 미국의 합쳐진 보안 요원은 원해진 남자들이 여리고에서 투옥되어 남아있던 것을 확실히 하였다. 추가로 아라파트는 이스라엘인들에 공격들을 멈추는 데 아랍어에 팔레스타인인들에게 부탁을 발표할 것을 약속하였다. 아라파트는 석방되어 5월 8일 부탁을 발표하였으나 크게 무시되었다. 많은이들은 이것은 그가 비밀적으로 공격들을 지지하였기 때문이었다고 느낀다. 이 믿음은 심각하게 아라파트의 부탁을 응하지 않은 전체의 팔레스타인의 무장 조직들 중에 넓게 퍼졌다.
2004년 7월 18일 르 피가로에 인터뷰에서 부시 대통령은 아라파트를 협상 파트너로서 퇴거시켜 "현실의 문제는 '우리에게 국가를 설립하는 도움을 주고, 우리는 테러를 싸우고 팔레스타인인들의 필요성을 응답할 것이다.'라고 말할 수 있는 리더십이 없다."고 말하였다. 이 결정은 이스라엘과 팔레스타인 해방 기구 사이에 지도적인 4인조 협상들의 일부들이었던 유럽 연합과 러시아에 의하여 비판을 받았다.
기껏해야 아라파트는 다른 아랍 국가들의 지도자들과 섞인 관계들을 가졌다. 하지만 그는 일반인 중에 가장 인기있던 아랍 지도자로 남아있어 많은 세월 동안 단 하나의 선출된 아랍 지도자였다. 서방과 이스라엘의 매체에 의하여 아라파트의 가장 빈번한 비판은 그가 팔레스타인 국민들의 손해에 타락했다는 것이었다. 아랍 지도자들로부터 아라파트의 성원은 그가 이스라엘에 의하여 압력을 받았던 때마다 자라난 것으로 이바지하였다.
이 전부의 다른 사정들과 아라파트의 그것들을 다루는 것을 합친 것은 더욱 큰 그림을 보는 데 퍼즐의 조각들을 연결한 것 같다. 나타나는 것은 아라파트가 이용할 수 있단 이해이며 자신 만의 생존이 아닌 또한 자신이 계획한 정치적 종말들에 이익을 준 상황들마저 교묘하게 다룬 것이다.

## 금융 거래
이스라엘과 미국의 매체에서 2002년의 시작에 재정적 부패의 지속되지 않는 진술들이 드러났다. 2003년 국제 통화 기금은 팔레스타인 자치 정부의 감사를 실시하고 아라파트과 자신과 팔레스타인 자치 정부의 최고 경제 금융 고문에 의하여 통제된 특별 은행 계좌로 공공 기금에 미국돈 9억 달러를 전환한 것을 진술하였다. 하지만 국제 통화 기금은 아무 부적당한 일들이 없었다는 것을 단언하지 않았고, 기금들이 국내 및 해외 모두 팔레스타인의 자산들에 투자하는 데 이용되어 오지 않았다는 것을 명확하게 진술하였다.
2003년 아라파트 소유의 금융 봉사에 의하여 기용된 미국 회계사들의 팀이 아라파트의 금융들을 시험하기 시작하였다. 팀은 팔레스타인 지도자의 부의 일부는 라말라에 있는 코카콜라 병입 공장, 튀니지의 핸드폰 회사 같은 회사들에서 투자들과 미국과 케이먼 군도에서 투하 자본과 함께 1조 달러 가까운 가치에 비밀 서류첩에 있었다는 것을 단언하였다. 아라파트 자신이 항상 겸손하게 살았어도 부시와 클린턴 대통령들을 위한 전 중동 협상자 데니스 로스는 아라파트의 "주의를 걷는 돈"이 신가산주의로 알려진 막대한 보호 시스템에 융자했다는 것을 진술하였다. 다른 말에 그는 자신과 자신의 협의 사항에 다른이들의 충성을 산출하는 데 국가 기금을 썼다.
아라파트 정부의 전직 내각 일원들은 자신을 위하여 팔레스타인 국민들의 부를 몰수한 것으로 아라파트를 고발하였다. 2002년 아라파트가 재무장관으로 임명했던 전 세계은행의 공무원 살람 파이야드는 아라파트의 필수품 독점권이 "특히 더욱 가난하고, 완전히 받아들일 수 없고 부도덕한 가자 지구에서" 자신의 국민들에 속임수를 썼다고 말하였다. 전 내각 일원 하난 아슈라위에 의하면 "아라파트를 보유물들을 넘기는 데 하는 것은 이빨을 뽑는 것 같았다. 아라파트 씨는 유럽 연합 같은 원조 기증자와 자신의 재무 장관이자 영토들에서 국제 통화 기금의 전 대표 살람 파이야드로부터 압력을 가했다. 그들은 아라파트 씨가 더욱 나가서의 원조의 상태로서 투자들을 넘기는 것을 요구하였다."고 한다.
유럽 연합의 기금들이 팔레스타인 자치 정부에 의하여 잘못 쓰이고 있었다는 단언들로 유럽 연합에 의한 조사는 기금들이 영토의 활동들로 전환되었다는 증거를 찾지 않았다. 유럽 연합은 "그 재정적 관리를 향상시키는 것을 포함하여 팔레스타인에서 깊은 개혁을 납득시킨 것으로 남아있고, 감사 능력은 기금의 잘못된 사용과 부패에 대항하는 최고의 예방적인 전략이다. 팔레스타인 자치 정부의 재정적 관리의 개혁은 유럽 연합의 재정적 원조로 접착된 몇몇의 주요 상태들의 목적이다."라고 말해졌다. 아라파트에게 전 재정 측근 파우드 슈바키는 보고적으로 아라파트가 무기들을 사고 무장 단체들을 성원하는 데 원조금의 몇백만 달러를 이용했다는 것을 이스라엘의 신베트에게 말하였다.
팔레스타인 자치 정부 재무부에서 무명의 출처들에 의한 단언들은 아라파트의 부인 수하 여사가 팔레스타인 자치 정부 예산안으로부터 한달에 10만 달러의 연금을 받는 것을 진술하였다. 런던에 기지를 둔 신문 알하야트와 인터뷰에서 수하 여사는 샤론 총리가 향하고 있던 부패 변증들로부터 매체의 주의를 산만하게 하는 목적으로 자신에게 기금의 옮기는 것을 연루한 돈 세탁에 관한 퍼지는 소문들로 그를 고발하였다. 프랑스의 검사들에 의한 2003년 철저한 조사는 결론에 이르지 못하였다.

## 질병과 사망

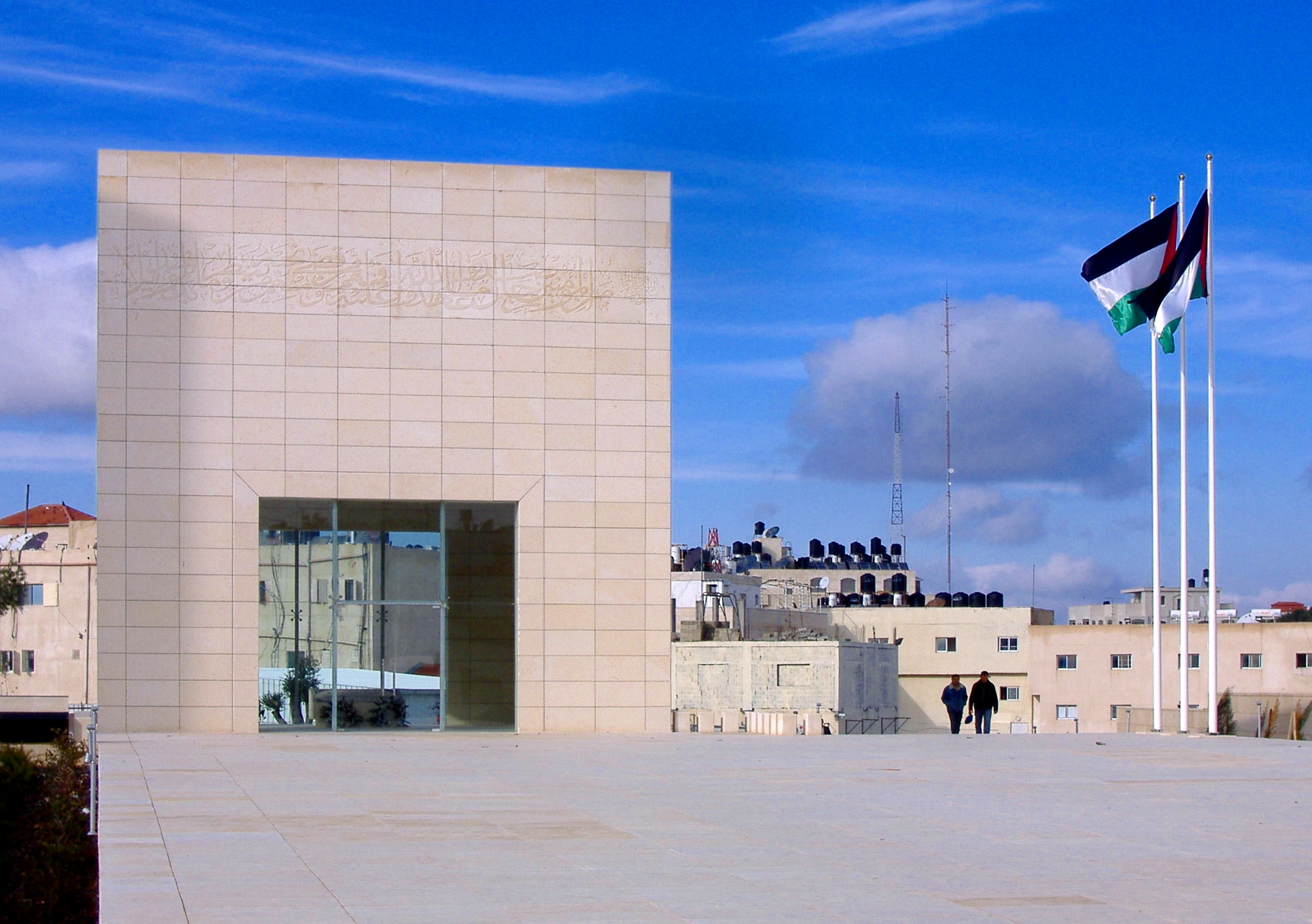
라말라에 있는 아라파트의 영묘

아라파트의 대변인이 말한 것에 그의 의사들에 의한 그의 치료의 첫 보고들이 말한 "감기"의 소식이 그가 회의 도중에 구토를 한 후 2004년 10월 25일에 나왔다. 그의 상태는 이어진 날들에 악화되었다. 그는 10월 27일 10분 동안 의식을 잃게 되었다. 튀니지, 요르단과 이집트에서 온 팀들을 포함한 다른 의사들에 의한 방문들과 그의 복귀를 막지 않는 데 이스라엘에 의한 동의에 이어 아라파트는 프랑스 정부의 제트기에 실려 10월 29일 파리 근처 클라마르에 있는 페르시 군사 병원으로 모셔졌다. 11월 3일 그는 차차 깊은 혼수상태로 빠졌다. 아라파트의 건강은 그가 중독 혹은 에이즈로부터 고통을 겪고 있었던 의심과 함께 사색의 주제였다. 아라파트가 식물인간 혹은 뇌사에서 혼수상태였던 사색들은 아라파트의 요르단인 의사에 의하여 맹렬히 부인되었다. 팔레스타인 자치 정부의 공무원들과 수하 여사 사이에 더욱 많은 논쟁들이 터졌다. 아라파트는 11월 11일 새벽 3시 30분 75세의 나이로 사망이 선언되었다. 그의 질병의 정확한 원인은 전혀 공식적으로 결정되지 않았다.
아라파트의 사후, 프랑스 국방부는 아라파트의 의료 서류들이 그의 가까운 친척에게 전해져야만 할 것이라고 말하였다. 아라파트의 조카 나세르 알키드와는 수하 아라파트의 남편의 질병에 관한 그녀의 침묵을 주위로 일을 했던 충분히 가까운 친척으로 결심되었다. 11월 22일 나세르 알키드와는 프랑스 국방부에 의한 아라파트의 558 페이지 의료 서류의 사본이 주어졌다.

## 유산
아라파트는 교활한 정치인이자 헌신된 애국자였다. 팔레스타인 자치 정부의 리더십의 그의 10년 세월들은 팔레스타인 국가를 위한 합법적인 옹호와 쉽게 그에게 더듬어 올라가지 않아온 군사 작전 행동과 전술들 사이에 불확실한 균형을 지켰으나 그의 협의 사항을 반대한 자들에 격동을 지켰다. 그 전체를 통하여 그는 팔레스타인 국민들에 국내적 대망으로 세계적으로 넓은 인정을 가져왔고, 그 목표에 도달하는 데 거의 성공하였다.